# Carme Nogueira
Carme Nogueira (17 de desembre de 1970, Vigo, Espanya) és una investigadora i artista multidisciplinària gallega.
És llicenciada en belles arts a la Universitat de Salamanca i doctorada a la Universitat de Vigo. En la seva obra destaca la importància dels processos artístics, els models de representació, la implicació del públic i l'urbanisme. En aquest últim camp, la seva obra explora la relació de l'arquitectura amb altres disciplines artístiques, com el videoart. Va realitzar residències artístiques en diversos països i és autora de publicacions, articles i conferències sobre la representació i la identitat de gènere.

## Obra
Carme Nogueira realitza projectes que es desenvolupen en diferents formats, les seves instal·lacions artístiques poden contenir intervencions site-specific, videocreacions i publicacions o llibres d'artista.
- 2003-2006: Refúxios
- 2006: Travesía de Vigo
- 2006: Camí de Manresa
- 2006: Qué facer coas nosas prazas?
- 2007: A trama rurubana
- 2006-2008: Próspera
- 2007: intervención específica espacio doble
- 2008: Aquí y ahora dispositivo de sala
- 2009: RAIR Rotterdam
- 2009: Binneland
- 2009: 1000BXL
- 2010: Rotterdamweg
- 2010: Porteños. Valparaíso
- 2010: Archivacción (Bienal de Pontevedra)
- 2011-2012: Sinagoga del Tránsito
- 2009-2014: Contenedor de feminismos
- 2010-2013: Bewegliches Zentrum. El centro en desplazamiento I
- 2013: Schrinking cities
- 2011-2014: La Citoyenneté. El centro en desplazamiento II
- 2015: Viviendas Mercado
- 2015: Wunderkammer Ebensee

## Videocreacions
- 2004: 25 minutos 55 segundos diarios
- 2006: Travesía de Vigo
- 2007: O río, a terra, a fábrica
- 2010: Porteños
- 2011: Denkmal
- 2013: La citoyennetè
- 2015: Viviendas Mercado